# ごく普通の鹿のゲーム DEEEER Simulator
『ごく普通の鹿のゲーム DEEEER Simulator』（ごくふつうのしかのゲーム ディアーシミュレーター、英題：DEEEER Simulator: Your Average Everyday Deer Game）は、日本のインディーゲームスタジオGibier Gamesが開発しPLAYISMより発売された3Dアクションゲーム。

## 概要
道路上にいる鹿をかばってトラックにはねられたプレイヤーが鹿に転生し、街中を散策したり、あるいは街を破壊したりなど自由に過ごすことができるという内容。公式サイトでは「スローライフ街破壊ゲーム」と表現している。タイトルで「ごく普通の鹿のゲーム」と称しているが、ゲーム内の鹿は、二足歩行でダッシュしたり、首を伸ばし高所に引っかけてスイングしたり、銃などの武器を装備したりと、数々の奇抜な行動をとる。
PlayStation 4版とNintendo Switch版は、ダウンロードソフトとともに、DLC「シカ最終進化パック」を含むパッケージソフト『ごく普通の鹿のゲーム DEEEER Simulator 鹿フル装備エディション』が同日に発売された。このうちNintendo Switch向けパッケージ版は売り上げが伸びたことで一時品切れ状態となり、PLAYISMの公式Twitterアカウントでは、鹿が黄金螺旋の形状に収まるように頭を下げている「黄金比で謝罪するシカ」の画像とともに増産を発表した。

## システム
ゲーム開始直後には、プレイヤーの転生前の姿となるアバターの作成を行う。多くの項目があり、外見を細かく設定することができる。
ゲーム内では目的が特に示されない。鹿のアクションとして、首を伸ばし頭の角を建造物に突き刺して移動するフックアクションや、街中で入手する拳銃や刀などの武器による攻撃を行う。また、自動車と融合して高速で走行したり、ミルクを噴射する牛に乗って空中を飛んだりなど、様々な移動方法がある。街中にいる人間の前で「鹿にする」の選択肢を選ぶと人間に角が生えた状態になり、プレイヤーの仲間として後をついてくるようになる。特定の場面では、リバーシ風の盤面で白と黒の牛を取り合うミニゲーム「リバウシ」をプレイできる。
建造物の破壊や人間などへの攻撃を行うと「鹿災害レベル」のゲージが上昇し、最大になるとレベルが1段階上がる。レベルは「E→D→C→B→A」の順で上昇し、レベルが上がるごとに、様々な動物をモチーフにした警察官の集団が現れてプレイヤーを襲撃する。攻撃を受けてライフが0になると鹿災害レベルがEに戻されたうえでゲームが再開される。

## 開発
Gibier Gamesの開発者NASPAPAは大学在籍時に2年ほどスマートフォン向けゲームアプリをリリースしており、これがうまくいけば独立したいと考えていたがヒットに至らなかった。このまま諦めて就職することを検討していた時、以前（2017年）に自身のTwitterアカウントで「ごく普通のシカのゲームです。」というコメントと共に鹿を操作するゲーム動画を投稿して話題となったことを思い出し、これを最後に諦めをつけようと本作の開発を始めた。当時は貯金が底をつきかけている状況だったためクラウドファンディングを行うことを決め、CAMPFIREで2019年1月29日から3月28日までの期間に実施したところ、目標額の100万円を大きく超える807万6022円の資金が集まった。
前述のTwitter動画のゲームは2Dアクションゲームの形式だったが、NASPAPAが2Dアクションゲームの難易度調整に自信がなかったこと、そして海外に伝わるようにと考えた結果、3Dアクションゲームになった。また、一本道のゲームを作るよりもプレイヤーに行動を任せたほうが面白いだろうと考えてシミュレーターのジャンルを選び、（同じく動物を用いたバカゲーである『Goat Simulator』のように）ふざけたゲームであることが伝わるよう、タイトルに「Simulator」の文字を含めている。
世界中の人に面白いと思ってもらうために一目で面白い画面が必要だと考えるNASPAPAは以前から、キリンの首やダックスフントの胴体が伸びるような「IQが低いゲーム」を作りたいという思いがあり、当初はキリンを主人公に据えようとしていたが、鹿には立派な角があるのでこれを様々なものに刺してフックアクションができるという発想から、鹿を主人公に抜擢した。

## コラボレーション
- I am Bread - 2020年3月25日配信の本作Steam早期アクセス版のアップデートVer.1.3.3より、鹿を『I am Bread』の操作キャラクターであるパンに変身させることが可能となった[9]。
- カニノケンカ -Fight Crab- - 本作の鹿が操作キャラクターのうちの1体として登場する[10]。
- しかのこのこのここしたんたん - 2025年1月7日から3月31日までの期間限定で「しかのこダンスDLC」が無料配信され、ゲーム中の「踊る」コマンドを選択するとTVアニメのオープニング曲『シカ色デイズ』とともに鹿が「しかのこダンス」を踊るようになる。DLCの内容は配信期間終了後に削除される。なお、このDLCは権利上の関係から、中国・台湾・韓国・マレーシア・フィリピン・インドネシアでは利用できない[11]。